# 안시현
안시현(安是眩, 1984년 9월 15일 ~ )은 대한민국의 전 골프선수다. 종교는 불교이다.

## 생애
인천광역시에서 태어났다. 인천연화초등학교, 청량중학교, 인명여자고등학교를 졸업했다. 2002년에 프로로 전향했다. 2003년 CJ 나인브릿지 클래식에서 우승했다. 2005년 미국여자프로골프(LPGA)투어 다케후지클래식 공동 3위를 차지했다. 2004년 한국여자프로골프대상 공로상 및 특별상을 받았다.
2011년에 마르코와 결혼하며 잠시 그린을 떠나 있었다가, 마르코와 이혼한 후 2014년에 그린으로 복귀했다.
2016년 한국여자프로골프(KLPGA) 투어 시즌 첫 메이저대회 기아자동차 제30회 한국여자오픈(총 상금 10억 원)에서, 최종 합계 이븐파 288타로 박성현(23·넵스·1오버파 289타)을 한 타차로 따돌리고 우승했다.
2021년 6월에 열린 DB그룹 제35회 한국여자오픈골프선수권 대회를 마지막으로 현역 은퇴를 선언했다. 그리고 골프관련 이벤트 회사를 설립했다.

## 출신 학교
- 인천연화초등학교
- 청량중학교
- 인명여자고등학교
- 성균관대학교 스포츠과학과 (재학)

## 가족 관계
2011년에 배우 마르코와 결혼했으나, 2013년에 이혼했다. 둘 사이에서 태어난 장녀는 현재 안시현이 양육권을 갖고 있다.